# Mezoregion Puszczy Boreckiej
Mezoregion Puszczy Boreckiej (II.7) – mezoregion przyrodniczo-leśny w Krainie Mazursko-Podlaskiej.
Mezoregion położony jest w północno-wschodniej Polsce w woj. warmińsko-mazurskim. Obejmuje tereny Puszczy Boreckiej. Graniczy z mezoregionami Pojezierza Ełckiego i Wielkich Jezior Mazurskich. Powierzchnia mezoregionu wynosi 279 km².
Lasy i ekosystemy seminaturalne zajmują 62% powierzchni regionu, z czego same lasy 61% (około 170 km²). 94% powierzchni lasów zarządzanych jest przez Regionalną Dyrekcję Lasów Państwowych w Białymstoku (południowo-wschodnia część Nadleśnictwa Borki, południowa Nadleśnictwa Czerwony Dwór i północno-zachodnia Nadleśnictwa Olecko).
Bogato urzeźbiony teren znajdował się w zasięgu oddziaływania fazy pomorskiej zlodowacenia północnopolskiego. Wysokość bezwzględna dochodzi do 220 m n.p.m., a deniwelacja sięga 100 m. Region zajmuje polodowcowe obniżenie, składające się z glin zwałowych, piasków i żwirów zlodowacenia północnopolskiego. Teren urozmaicają wzniesienia morenowe, kemy, rynny rzek, zagłębienia wypełnione holoceńskimi piaskami, żwirami, madami rzecznymi, torfami i namułami. W środkowej części regionu występują piaski i żwiry sandrowe w postaci pasa ciągnącego się z północy na południe.
Wśród roślinności dominują grądy z udziałem borów mieszanych. W środkowej i południowo-wschodniej części położone są małe powierzchnie borów mieszanych i grądów w odmianie subborealnej oraz borów, borów mieszanych i grądów z dużym udziałem łęgów jesionowo-olszowych i olsów.